# 訃報 1997年12月
訃報 1997年12月（ふほう 1997ねん12がつ）では、1997年（平成9年）12月中に物故した、又は物故が報じられた人物についてまとめる。

## （1日 - 15日）

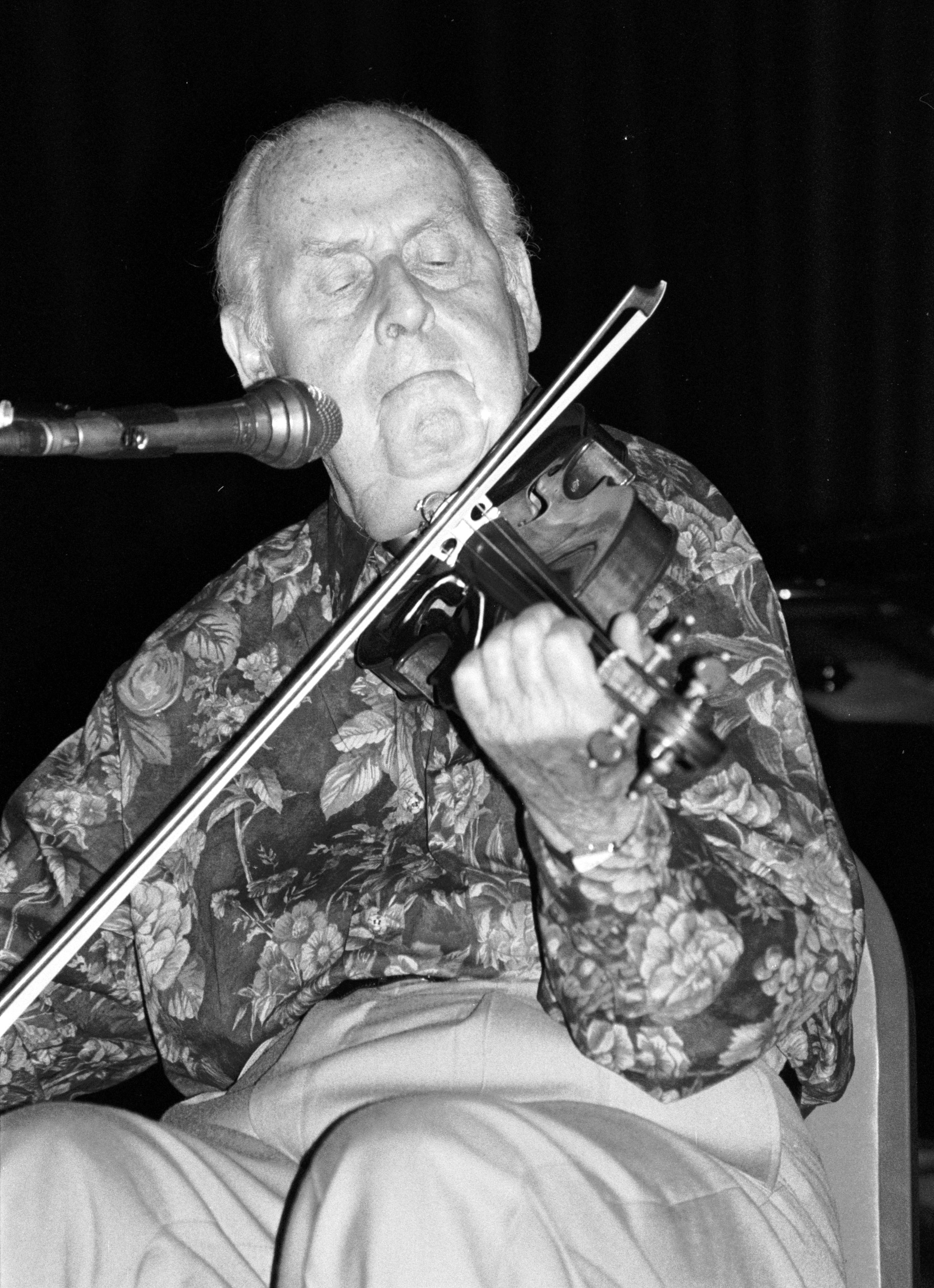
ステファン・グラッペリ／12月1日没

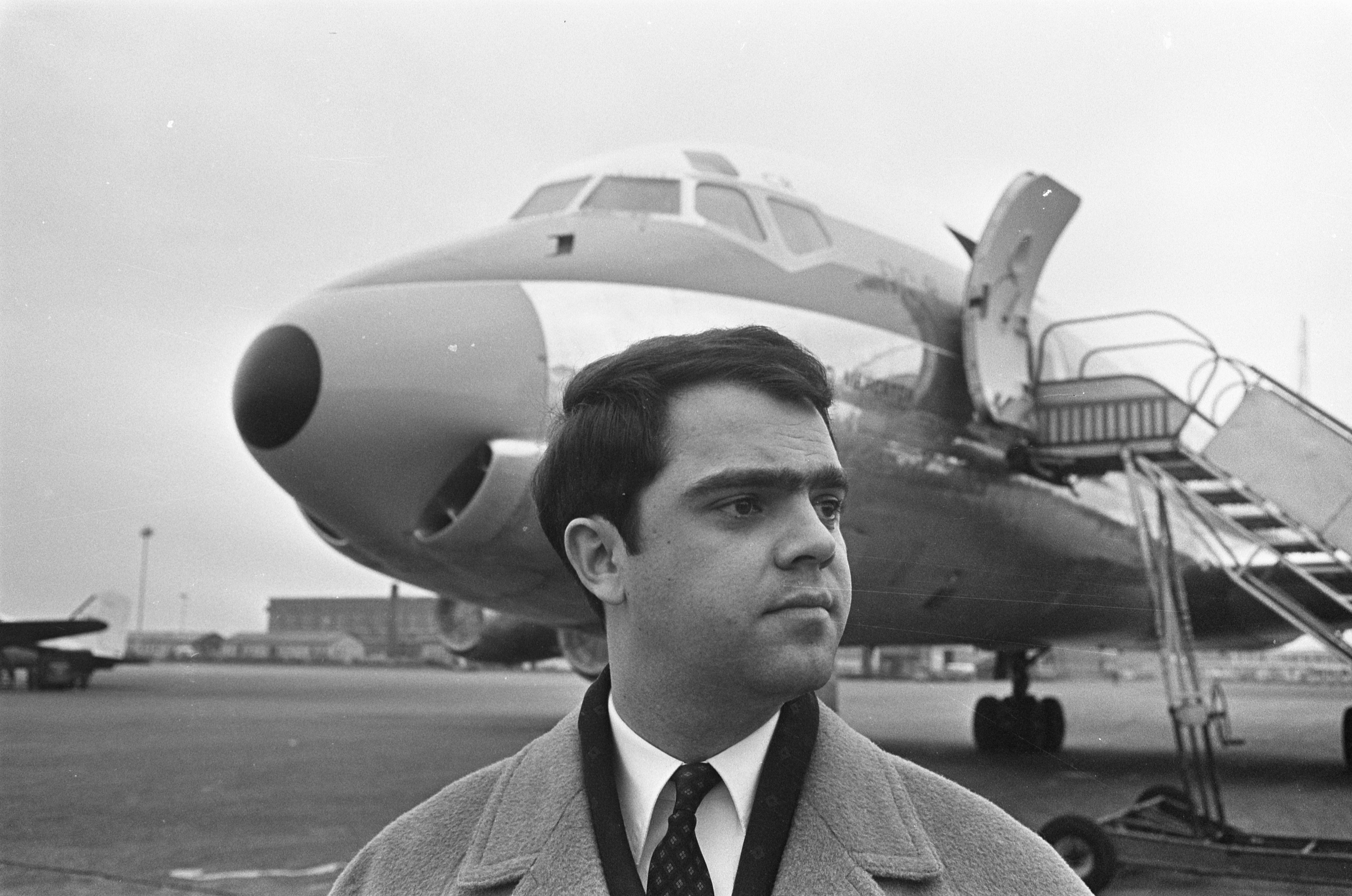
オイゲン・キケロ／12月5日没

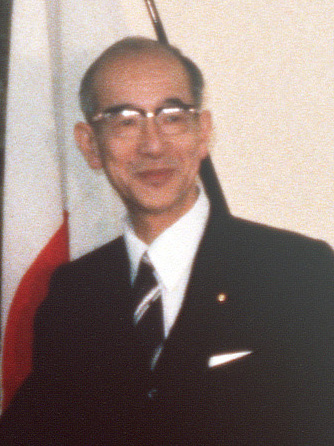
大村襄治／12月15日没

- 12月1日 - ステファン・グラッペリ、ジャズ・ヴァイオリニスト（* 1908年）
- 12月3日 - リップ・タイラー、プロレスラー（* 1940年）
- 12月5日 - オイゲン・キケロ、ピアニスト（* 1940年）
- 12月9日 - 趙方豪、俳優（* 1956年）
- 12月15日 - 大村襄治、政治家・元防衛庁長官（* 1919年）
- 12月15日 - 関寛治、国際政治学者（* 1927年）
- 12月15日 - 中村巌、政治家（* 1934年）

## （16日 - 31日）

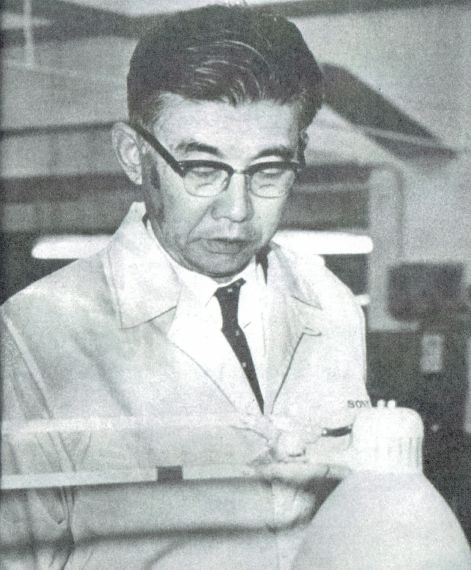
井深大／12月19日没

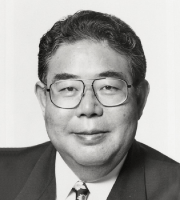
塚原俊平／12月19日没

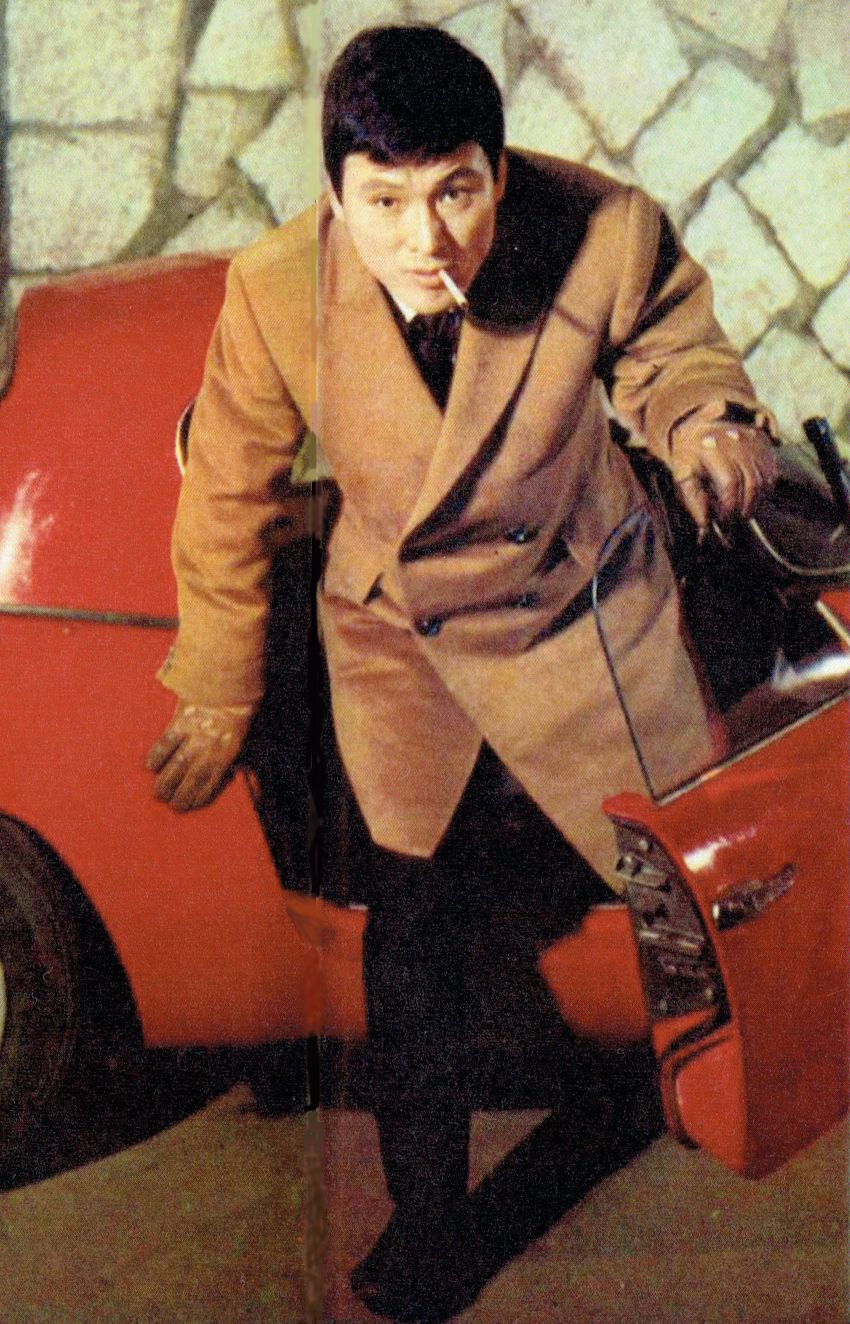
伊丹十三／12月20日没

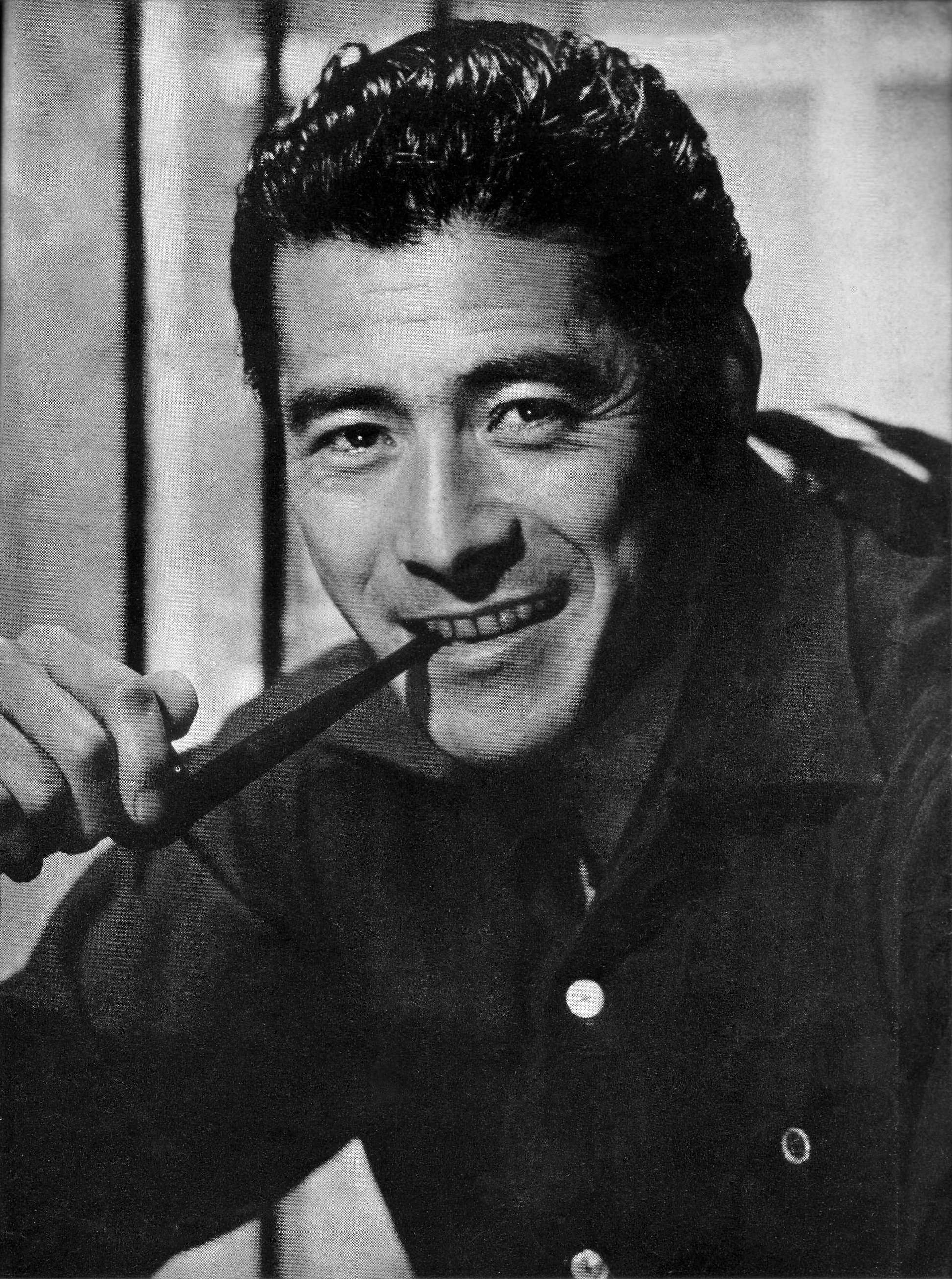
三船敏郎／12月24日没

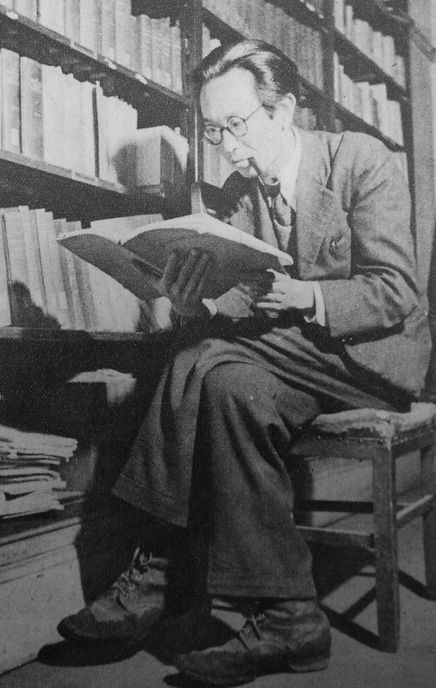
中村真一郎／12月25日没

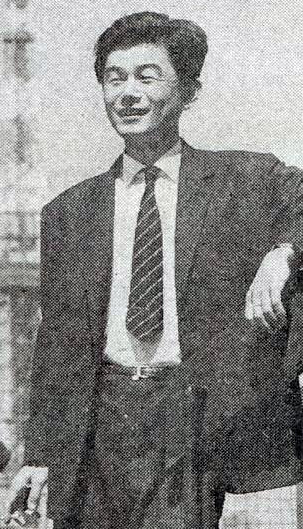
星新一／12月30日没

- 12月19日 - 井深大、実業家・電子技術者（* 1908年）
- 12月19日 - 塚原俊平、政治家・元通商産業大臣・労働大臣（* 1947年）
- 12月20日 - 伊丹十三、映画監督・俳優（* 1933年）
- 12月24日 - 三船敏郎[1]、俳優（* 1920年）
- 12月25日 - 中村真一郎、小説家（* 1918年）
- 12月28日 - 嵯峨信之、詩人（* 1902年）
- 12月30日 - 星新一、小説家（* 1926年）
- 12月31日 - 石井均、俳優（* 1927年）